# Politikåret 1809

## Händelser
- 1 mars - Illinoisterritoriet upprättas i USA.[1]
- 4 mars - James Madison tillträder som USA:s president.[2]
- 27 mars - Lars von Engeström efterträder Fredrik von Ehrenheim som Sveriges kanslipresident.[3]
- 9 juni
  - Lars von Engeström tillträder som Sveriges första utrikesstatsminister.[3]
  - Carl Axel Wachtmeister tillträder som Sveriges första justitiestatsminister.[3]
- 17 september – Finland skiljs från Sverige genom freden i Fredrikshamn.[4]
- 4 oktober - Spencer Perceval efterträder William Henry Cavendish-Bentinck som Storbritanniens premiärminister.[5]

## Födda
- 12 februari – Abraham Lincoln, amerikansk politiker, representanthusledamot 1847–1849, USA:s president 1861–1865.

### Fotnoter
1. ↑  ”Illinois” (på engelska). World Statesmen. http://www.worldstatesmen.org/US_states_F-K.html#Illinois. Läst 30 juli 2015.
2. ↑  ”United States of America” (på engelska). World Statesmen. http://www.worldstatesmen.org/United_States.html. Läst 30 juli 2015.
3. 1 2 3  ”Sweden” (på engelska). World Statesmen. http://www.worldstatesmen.org/Sweden.html. Läst 30 juli 2015.
4. ↑  ”Finland” (på engelska). World Statesmen. http://www.worldstatesmen.org/Finland.html. Läst 30 juli 2015.
5. ↑  ”United Kingdom” (på engelska). World Statesmen. http://www.worldstatesmen.org/United_Kingdom.html. Läst 30 juli 2015.